# Aeroportul Hatay
Aeroportul Hatay (IATA: HTY, ICAO: LTDA) este un aeroport din Antakya, Provincia Hatay, Turcia ce deservește zona Antakya. Aeroportul a fost tranzitat în 2022 de 1.055.524 de pasageri. A fost deschis în 2007 și numit după Alexandru cel Mare.
Situat la o altitudine de 8 m, aeroportul dispune de 1 pistă. Este operat de Devlet Hava Meydanları İşletmesi⁠(d).

## Infrastructură

### Piste
Aeroportul dispune de o singură pistă. Pista are orientarea 22/04. 